# Глобальный день релиза
Global Release Day (также известный как New Music Fridays) —  международный день выпуска музыкальных синглов и альбомов. Новый глобальный день релиза вступил в силу 10 июля 2015 года на более чем 45 основных рынках звукозаписи по всему миру. С этого дня музыка будет выпущена в пятницу в рамках «New Music Fridays».
Официальное объявление было сделано 11 июня 2015 года Международной федерацией фонографической индустрии (IFPI), которая представляет всемирную индустрию звукозаписи. Этот шаг означает, что новая музыка будет доступна в один и тот же день по всему миру, а не в разные дни выпуска в разных странах: понедельник для релизов во Франции и Великобритании, вторник в США и Канаде и пятница, например, в Германии, Австралии и России.
Музыкальные релизы теперь доступны по всему миру по пятницам в 00:01 по местному времени во всех 45 странах, подписавших соглашение. Из них 11 стран выпускали музыку по пятницам, в то время как остальные рынки должны были перенести день выпуска, когда новые альбомы и синглы станут доступны. Этот шаг фактически положил конец более раннему явлению, когда новая музыка была недоступна в одной стране, когда она была легально доступна в другом месте.
Однако на некоторых рынках, в частности, в Азии, музыка, предназначенная для местных рынков, будет продолжать выпускаться и в другие дни. Например, местные исполнители в Японии продолжат выпускать новую музыку по средам, на два дня раньше, чем музыка поступит для  международных рынков.
Этот шаг изменил предыдущие традиционные дни, когда публиковались чарты, поскольку официальные чарты стран пытаются адаптироваться к новому «глобальному дню» для выпусков, так что они фиксируют продажи за всю неделю и транслируются с утра пятницы до вечера четверга. Например, рейтинг UK Top 100, публикуемый The Official Charts, переместился с воскресенья на пятницу, а BBC перенесла свою новую программу Top 40 с воскресенья в 16:00 по местному времени на пятницу в 16:00 по местному времени.